# Porosz tallér
A porosz tallér (németül: Preußischer Taler, 1901 előtt Thaler, lásd: német helyesírás) a Graumann-pénzláb szerint vert poroszországi birodalmi tallérok hivatalos megnevezése volt „a porosz államokban verendő pénzekről szóló törvény” 1821-es hatályba lépése után. Egy kölni márka (233,856 gramm) színezüstből 14 tallért vertek, váltópénze a jó garas és a pfennig volt, a következő átváltási arány szerint:
- 1 jó garas = 12 pfennig
- 1 porosz tallér = 24 jó garas = 288 pfennig
- 1 kölni márka színezüst = 14 porosz tallér = 336 jó garas = 4032 pfennig

Ezek az arányok 1930-tól az ezüstgaras és újabb pfennig bevezetése miatt az alábbiak szerint módosultak:
- 1 porosz ezüstgaras = 12 pfennig
- 1 porosz tallér = 30 porosz ezüstgaras = 360 pfennig
- 1 kölni márka színezüst = 14 porosz tallér = 420 porosz ezüstgaras = 5040 pfennig

A porosz tallér helyébe 1857-től a kissé könnyebb egyleti tallér lépett.

## Forrás
- Münzen Lexikon